# Feketeszélű virágcincér
A feketeszélű virágcincér (Anastrangalia dubia) a cincérfélék családjába tartozó, Európában honos, fenyőfákon élő bogárfaj. 

## Megjelenése
A feketeszélű virágcincér hímjének testhossza 8,5-14 mm, a nőstény 10-16,5 mm-es. Alakja viszonylag karcsú, a szárnyfedők oldalvonalai kissé ívesek, vállai kiugróak, lekerekítettek. Alapszíne fekete, a hím szárnyfedői fénylő sárgásbarnák, széles fekete oldal- és csúcsszegéllyel; a varratuk is fekete. A nőstény szárnyfedői fénytelen téglavörösek, a fekete oldalszegély keskeny: a vállnál a legszélesebb, és hátrafelé fokozatosan keskenyedik; a csúcsszegély keskeny; a varrat mentén nagy, elmosódott folt látható, amely olykor a varratnál osztott. A folt lehet egészen halvány vagy hiányozhat; egy másik színváltozatnál az egész bogár fekete. A szemek mögötti halánték hosszú, alig keskenyedő, a nyaknál hirtelen befűződik és ettől hátul az oldalszöglete élesebben vagy tompán kiálló.

## Elterjedése és életmódja
Európában honos Északkelet-Spanyolországtól a Kaukázusig, főleg a hegyvidékek lakója. A Brit-szigetekről és Skandináviából hiányzik. Magyarországon ritka, Kőszeg és Sopron környékéről ismert, de a Kárpátokban gyakori faj. 
Lárvája különféle fenyők (luc, erdeifenyő, jegenyefenyő) elhalt törzsében (kidőlt, kéregvesztett, nedvesen korhadó fák, vagy a még álló, kiszáradt fenyők alsó részeiben) él. Néha még elő, beteg fák elhalt részeiben is megtalálható. Életciklusa két évig tart. A faanyagban - nem messze a felszíntől - bábozódik. Az imágó májustól augusztusig rajzik. Nappal aktív, többnyire virágokon (főleg ernyősvirágzatúakon) tartózkodik.

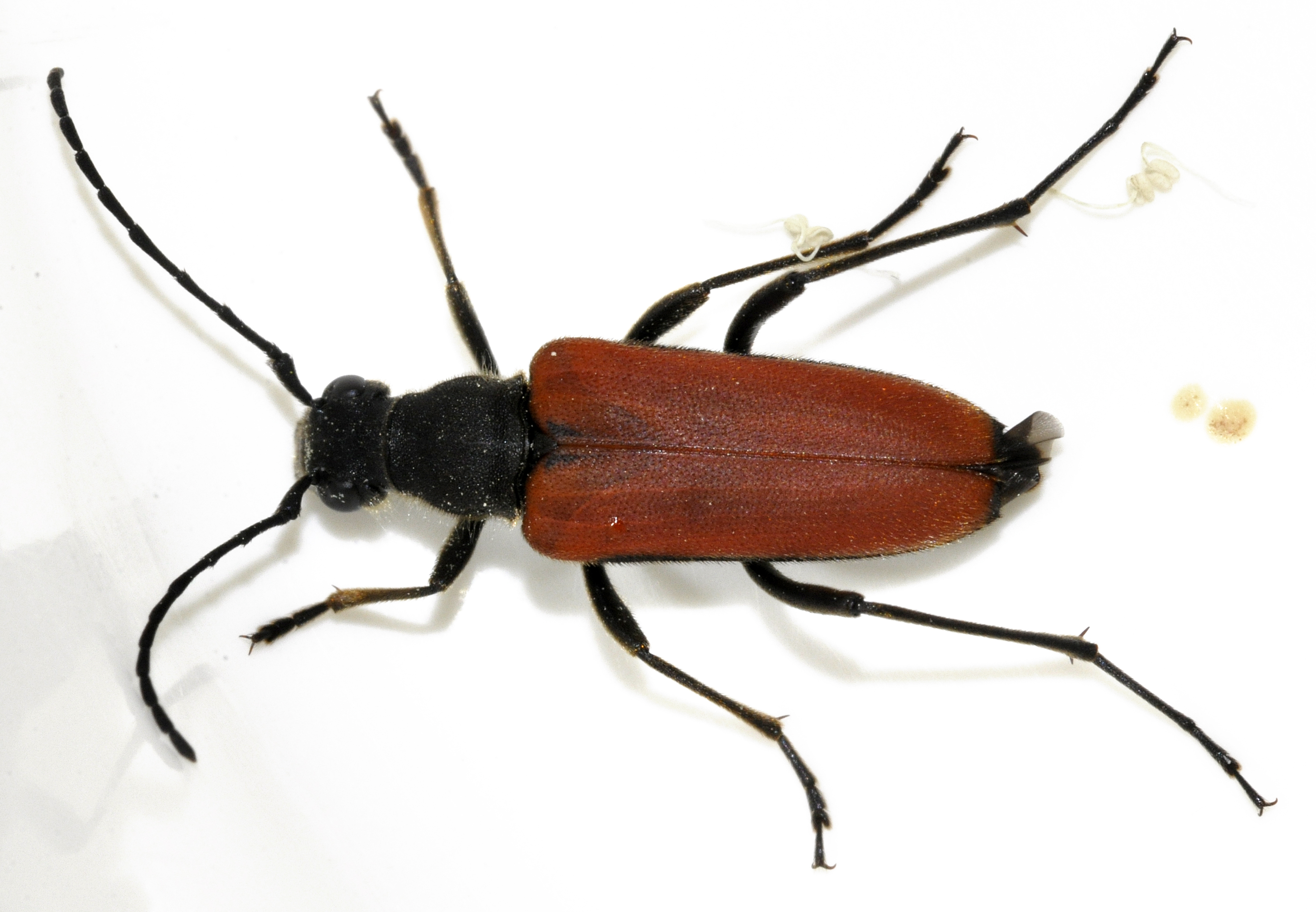
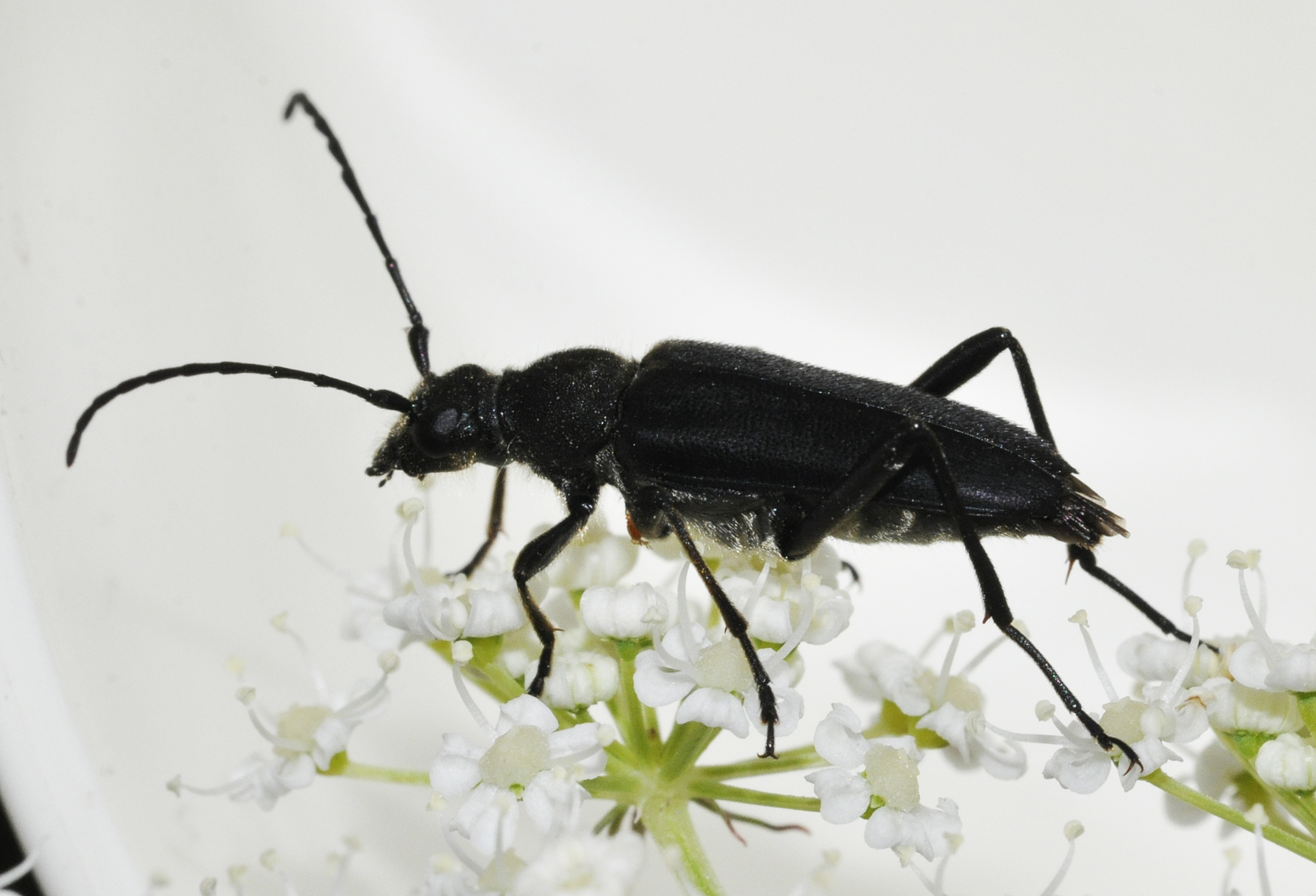
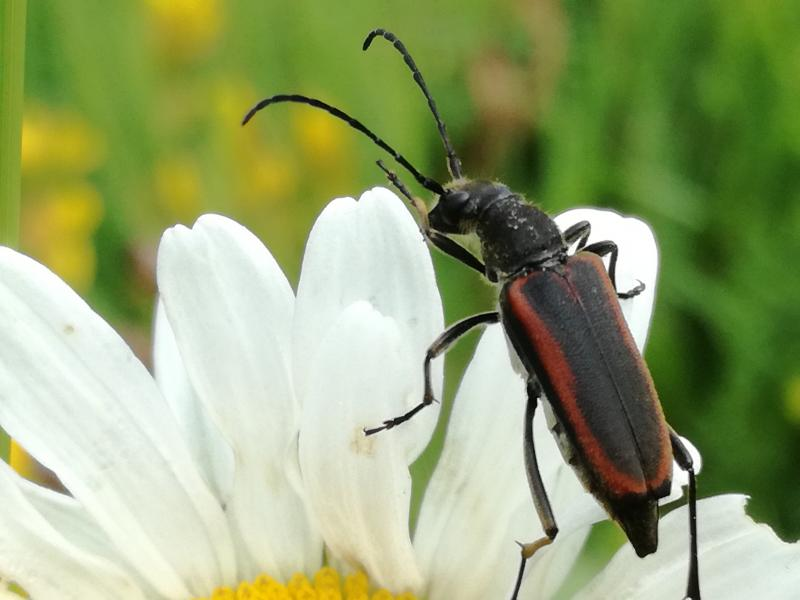
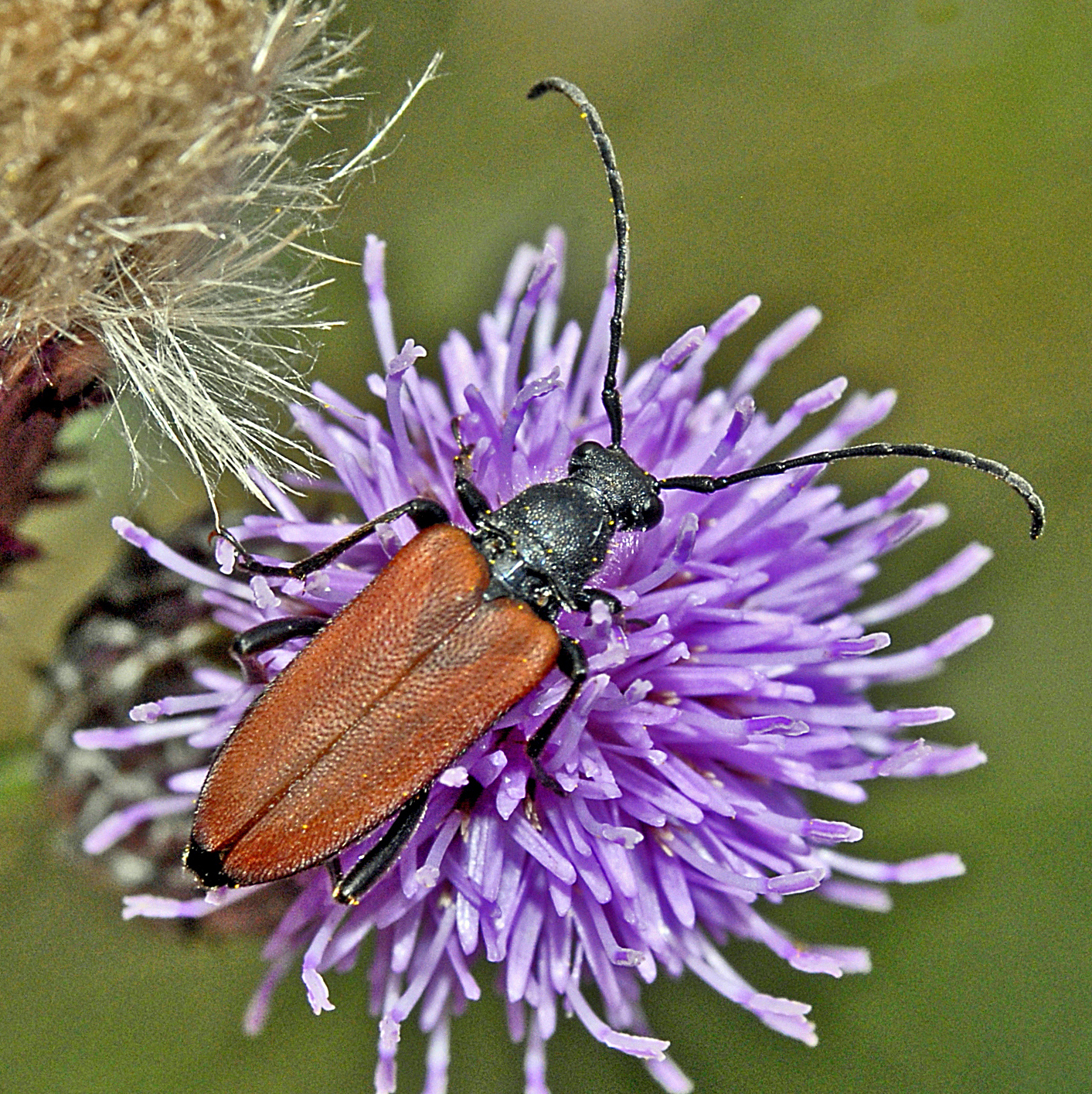
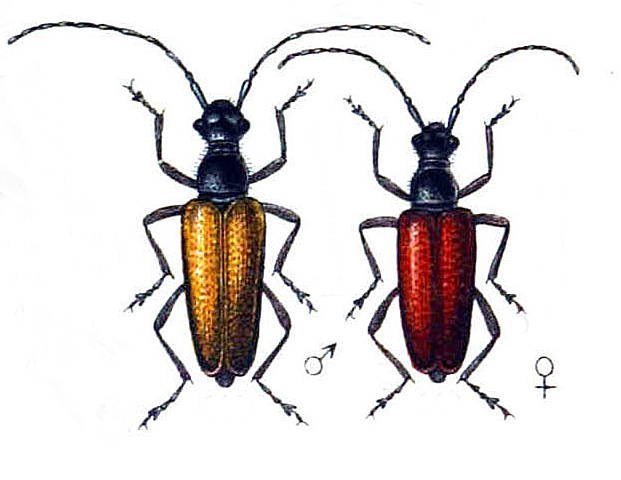

Magyarországon nem védett.